# Серапион (Дунай)
Епи́скоп Серапио́н (в миру Игорь Саввович Дунай; род. 2 октября 1967 года, Кишинёв, Молдавская ССР) — архиерей Русской православной церкви, епископ Ялуторовский, викарий Тобольской епархии.

## Биография
Родился 2 октября 1967 года в городе Кишинёве Молдавской ССР в семье рабочего. Крещён в младенчестве.
В 1974—1984 годах обучался в средней школе села Гульбока и села Гратиешты Криулянского района Молдавской ССР. В 1984—1986 годах учился в строительном техникуме в Кишинёве. В 1986—1988 годах проходил срочную службу в рядах Вооружённых сил СССР на территории Казахской ССР.
По возвращении из армии принят в Кишинёвское епархиальное управление. Нёс послушание иподиакона у митрополита Кишинёвского и Молдавского Серапиона (Фадеева). 10 ноября 1988 года в Феодоро-Тироновском кафедральном соборе города Кишинёва митрополитом Кишинёвским Серапионом (Фадеевым) рукоположён в сан диакона к Феодоро-Тироновскому собору, где прослужил до 24 февраля 1989 года. 25 февраля в Феодоро-Тироновском соборе митрополитом Кишинёвским Серапионом рукоположён в сан священника и направлен в Георгиевский Каприяновский монастырь для исполнения пастырских обязанностей. 14 мая в Феодоро-Тироновском соборе города Кишинева митрополитом Кишинёвским Серапионом пострижен в монашество с именем Серапион в честь святителя Серапиона, архиепископа Новгородского. 7 июня в Феодоро-Тироновском соборе митрополитом Кишинёвским Серапионом возведён в сан игумена. 24 июля почислен за штат с правом перехода в Тульскую епархию.
21 ноября 1989 года во Всехсвятском кафедральном соборе Тулы митрополитом Тульским и Белёвским Серапионом (Фадеевым) возведён в сан архимандрита.
В 1995 году заочно окончил Московскую духовную семинарию.
1 октября 2001 года почислен за штат с правом перехода в Воронежскую епархию.
В 2003 году окончил Новомосковский строительный техникум по специальности «Строительство и эксплуатация зданий и сооружений».
27 октября 2003 года почислен за штат с правом перехода в Астанайскую епархию.
С 17 ноября 2003 года по 26 апреля 2004 года — настоятель Покровского храма города Есик Алма-Атинской области.
С 27 апреля 2004 года по 4 марта 2010 года — заместитель управляющего епархиального управления, благочинный Астанайского церковного округа, настоятель Константино-Еленинского кафедрального собора города Астаны, исполняющий обязанности настоятеля храма преподобного Серафима Саровского Астаны.
С 1 декабря 2004 года по 4 марта 2010 года — настоятель Успенского кафедрального собора города Астаны.
В 2004 году окончил Тульский государственный университет по специальности «Юриспруденция», получил квалификацию «юрист».
С 18 сентября 2006 года по 4 марта 2010 года — настоятель Никольского храма села Малотимофеевка Целиноградского района Акмолинской области.
3 января 2008 года избран членом епархиального совета Астанайской епархии.
В январе 2009 года избран делегатом для участия в Поместном соборе Русской православной церкви от монашествующих Астанайской епархии.
В 2010 году заочно окончил Киевскую духовную академию.
4 марта 2010 года почислен за штат с правом перехода в Пермскую епархию.
С 6 марта 2010 года по 25 июля 2010 года — настоятель Свято-Троицкого кафедрального собора города Перми.
26 июля 2010 года почислен за штат с правом перехода в другую епархию.
20 августа 2010 года принят в штат Астанайской епархии Митрополичьего округа в Республике Казахстан и назначен настоятелем строящегося Богоявленского храма города Алма-Аты.
15 декабря 2011 года назначен председателем ревизионной комиссии Астанайской епархии.
1 сентября 2013 года почислен за штат с правом перехода в Новороссийскую епархию.
С 12 сентября 2013 года по 11 марта 2014 года — штатный священник Успенского кафедрального собора города Новороссийска.
С 26 октября 2013 года назначен временно исполняющего обязанности члена епархиального совета Новороссийской епархии.
22 февраля 2014 года по благословению епископа Новороссийского и Геленджикского Феогноста (Дмитриева) включён в состав Общественной палаты города Новороссийска.
С 12 марта 2014 года по 4 мая 2015 год — настоятель храма иконы Божией Матери «Умиление» города Анапы.

### Архиерейство
5 мая 2015 года на заседании Священного синода Русской православной церкви избран епископом Бийским и Белокурихинским. 16 мая был наречён во епископа в домовом храме Всех святых в земле Русской просиявших патриаршей резиденции в Свято-Даниловом монастыре в Москве. 28 июня в Успенском соборе Московского Кремля хиротонисан во епископа Бийского и Белокурихинского. Хиротонию совершили патриарх Кирилл, митрополит Санкт-Петербургский и Ладожский Варсонофий (Судаков), митрополит Истринский Арсений (Епифанов), митрополит Барнаульский и Алтайский Сергий (Иванников), епископ Солнечногорский Сергий (Чашин), епископ Подольский Тихон (Зайцев), епископ Рубцовский и Алейский Роман (Корнев).
28 декабря 2018 года решением Священного синода Русской православной церкви назначен викарием Барнаульской епархии с титулом Заринский. С 22 февраля 2019 года является настоятелем Свято-Георгиевского храма города Новоалтайска.
27 мая 2022 года решением Священного синода Русской православной церкви назначен викарием Тобольской епархии с титулом Ялуторовский.

## Награды
Церковные награды:
- 1993 год — Орден святого благоверного князя Даниила Московского III степени.
- 1997 год — Орден святого равноапостольного князя Владимира III степени.
- 2005 год — Медаль преподобного Сергия Радонежского II ст.
- 2010 год — Орден святителя Иннокентия Московского III степени.
- 2010 год — Медаль святых равноапостальных Кирила и Мефодия II ст.
- 2012 год — Орден Почаевской иконы Пресвятой Богородицы.
- 2012 год — Медаль «140-летие учреждения Туркестанской епархии».
- 2013 год — Орден «За заслуги перед Православной Церковью Казахстана».
- 2017 год — Медаль святителя Макария — просветителя Алтайского II степени.
- 2017 год — Юбилейная медаль «В память 100-летия восстановления Патриаршества в Русской Православной Церкви».
- 2017 год — Медаль Собор Бийских святых I степени.
- 2018 год — Медаль «За усердные труды на благо Бийской епархии» I степени.
- 2018 год — Медаль преподобного Макария просветителя Алтайского II степени.
- 2024 год — Медаль «400-летие Тобольской епархии»

Правительственные и общественные награды и отличия:
- 1994 год — Бронзовая медаль Фонда Мира.
- 1995 год — Серебряная медаль Фонда Мира.
- 1996 год — Золотая медаль Фонда Мира.
- 2005 год — Юбилейная медаль «10 лет Конституции Республики Казахстан».
- 2007 год — Юбилейная медаль «10 лет Союзу казаков Степного края Республики Казахстан».
- 2008 год — Юбилейная медаль «10 лет Астане».